# Dinia subapicalis
Dinia subapicalis là một loài bướm đêm thuộc phân họ Arctiinae, họ Erebidae.